# Ronnie Schwartz
Ronnie Schwartz Nielsen (født 29. august 1989) er en fodboldspiller fra Danmark, der spiller for 1. divisions klubben FC Fredericia.
Schwartz har tidligere spillet i Ulsted, AaB, Randers FC, Brøndby IF, Esbjerg fB, Guingamp, Waasland-Beveren, FC Midtjylland og Charlton Athletic.

## Karriere

### AaB
Han fik sin fodboldoplæring i AaB, inden han fortsatte sin karriere i Randers FC.

### Randers FC
Schwartz spillede i Randers FC fra 2011 til 2014, hvor det blev til 89 kampe og 41 mål, heraf 79 ligakampe og 37 ligamål.
Ronnie Schwartz opnåede kultstatus i Randers FC, hvor Randers-fans via Facebook blandt andet gav ham tilnavnet "Plaffeministeren" for hans store målnæse og evne til at skyde på selv den mindste chance. Udtrykket "Plaffeminister" er siden blevet brugt af andre fodboldspillere , sportsjournalister og sågar i andre sportsgrene til at betegne en, der scorer mange mål eller laver vilde scoringer.

### Silkeborg IF
Den 30. august 2018 blev det annonceret, at Silkeborg IF havde hentet Schwartz på en 2-årig kontrakt. Ronnie Schwartz havde en fremragende første sæson, hvor han endte med at blive topscorer i 1. division med 26 mål. Silkeborg IF endte på 1. pladsen i NordicBet Ligaen og sikrede sig dermed oprykning til Superligaen i 2019/2020 sæsonen.

### FC Midtjylland
Efter en række imponerende præstationer med Silkeborg, herunder 37 mål i 47 ligakampe, skiftede Schwartz sidst i vintertransfervinduet 2020 til Superligaens tophold, FC Midtjylland, hvor han fik en kontrakt frem til sommeren 2022.

Han fik sin debut for FCM den 17 Februar, som indskiftning for Lasse Vibe i det 61. minut mod Lyngby, da Midtjylland vandt 2–0.
Han scorede sit første mål for klubben runden efter i sin anden optræden den 21. februar i en liga kamp mod Hobro, da han endnu engang erstattede Lasse Vibe. Han lagde op til det første mål som Anders Dreyer scorede på og på det andet mål var det Dreyer der lagde op til Schwartz scoring.
Schwartz blev mest brugt som indskifter i Midtjylland, men var en del af Midtjylland holdet det vandt Superligaen 2019-20, han blev Superliga topscorer med 18 mål – 12 af målene blev scoret i Silkeborg trøjen.

### Charlton Athletic
Den 4. januar 2021 blev det offentliggjort, at Schwartz skiftede til Charlton Athletic. Han skrev under på en toethalvtårig kontrakt, og han blev samtidig klubbens første nye spiller i januartransfervinduet. Han fik sin debut for Charlton den 8. januar, da han blev skiftet ind i stedet for Paul Smyth i et 0-2-nederlag hjemme mod Accrington Stanley.
Et par dage senere den 12. januar, scorede han sit første mål for Charlton da han scorede det sidste mål i 4-4 uafgjort mod Rochdale.
Den 6. marts 2021 missede Schwartz et straffespark på 93. minut med kampens sidste spark, som ville have vundet pointene for Charlton mod Oxford United. Kampen sluttede 0-0 og efterlod Schwartz med en skuffende tilbagevenden med et mål i 14 kampe for sin nye klub.
Som forberedelse til sæsonen 2021–22 under den nye manager Nigel Adkins, der var kommet til marts 2021, var Schwartz blevet degraderet til at træne med U23 -holdet, for at han kunne holde sit fitnessniveau.
Den 12. oktober 2021 blev det meddelt, at Schwartz havde forladt Charlton efter opsigelse af sin kontrakt efter gensidig aftale.